# Яковлев, Андрей Яковлевич
Андрей Яковлевич Яковлев — российский государственный деятель начала XVIII века. 

## Биография
Родом из Астрахани, служил в астраханском духовном приказе приставом. В 1723 году был «за вины» записан Артемием Петровичем Волынским в солдаты, но вскоре успел добиться доверия Меншикова. В результате этого  в 1727 году был «употреблен к описи бумаг арестованного генералиссимуса».
В царствование Анны Иоанновны Яковлев достиг звания секретаря военной коллегии. Около 1737 года стал кабинет-секретарём. Сберёг казне в турецкую войну более 1 300 000 рублей, находясь тогда «в крайней и наиближайшей конфиденции у графа Остермана». По наветам Волынского «за непорядочные поступки» 1 сентября 1739  года переведён на прежнее место в военную коллегию, но всё же настоять на ссылке Яковлева  в Выборг Волынскому не удалось. Причину неприязни Волынского к Яковлеву объясняли тем, что якобы Яковлев, давно знавший Волынского и много претерпевший от него, поднёс ему нечто вроде присяги, в которой в том числе было сказано, что если Волынский её нарушит, то подвергнется смертной казни. "Как! — вскричал Волынский. — Государыня меня жалует званием министра, а ты топором и плахой!" 
Однако вскоре Яковлев из военной коллегии опять был возвращён в кабинет и 6 августа 1740 года произведён в статские советники.
Бирон, при первых слухах о заговоре в пользу брауншвейгской фамилии, велел схватить и пытать Яковлева. По слухам жена Яковлева лицом была чрезвычайно похожа на Анну Леопольдовну и считалась фавориткой принцессы. Только прекращение регентства спасло Яковлева от публичного наказания кнутом.
Правительница Анна Леопольдовна пожаловала Яковлева чином действительного статского советника. А в 1741 г. Яковлев, получив увольнение, был награждён деревнями. Новая перемена правительства в 1741 году навлекла на него новые беды: он был предан суду, обвинён и, как «конфидент Меншикова, подававший ему разные вредительные проекты без подписи», лишён чинов и деревень и разжалован в писари астраханского гарнизона. Его дальнейшая судьба неизвестна.